# Copa Mundial de Béisbol Sub-12 de 2011
La Copa Mundial de Béisbol Sub-12 de 2011 fue la segunda edición de la competición de béisbol oficial para jugadores de 11 y 12 años, organizado por la Confederación Mundial de Béisbol y Sóftbol y que se disputó por segunda ocasión en la República de China, específicamente, en la ciudad de Taipéi, del 8 al 17 de julio de 2011.

## Ronda de apertura
- Los horarios corresponden al huso horario de Tainan (UTC +08:00)

     – Clasificados a semifinales.

     – Clasificados a juegos por el 5° y 8° lugar.

     – Clasificados al juego por el 9° lugar.

     – Clasificados al juego por el 11° lugar.

     – Obtiene al 13° lugar.

### Grupo A
| Equipo       | G | P | Av    | Dif |
| ------------ | - | - | ----- | --- |
| Cuba         | 6 | 0 | 1.000 | -   |
| China Taipéi | 4 | 1 | 0.800 | 1,5 |
| Japón        | 4 | 2 | 0.667 | 2   |
| Brasil       | 3 | 3 | 0.500 | 3   |
| Ecuador      | 2 | 4 | 0.333 | 4   |
| Hong Kong    | 1 | 4 | 0.200 | 4,5 |
| Lituania     | 0 | 6 | 0.000 | 6   |

### Grupo B
| Equipo        | G | P | Av    | Dif |
| ------------- | - | - | ----- | --- |
| México        | 5 | 0 | 1.000 | -   |
| Venezuela     | 3 | 1 | 0.750 | 1,5 |
| Corea del Sur | 3 | 2 | 0.600 | 2   |
| Italia        | 2 | 3 | 0.400 | 3   |
| Filipinas     | 1 | 4 | 0.200 | 4   |
| Indonesia     | 0 | 4 | 0.000 | 4,5 |

## Segunda Ronda
| Fecha       | Juego    | Visitante     | Resultado | Local        | Hecho                                       |
| ----------- | -------- | ------------- | --------- | ------------ | ------------------------------------------- |
| 16 de julio | 3A vs 4B | Japón         | 8 - 1     | Italia       | Japón y Brasil juegan por el 5° lugar.      |
| 16 de julio | 3B vs 4A | Corea del Sur | 5 - 6     | Brasil       | Japón y Brasil juegan por el 5° lugar.      |
| 16 de julio | 1A vs 2B | Cuba          | 4 - 2     | Venezuela    | Cuba y China Taipéi juegan por el 1° lugar. |
| 16 de julio | 1B vs 2A | México        | 1 - 7     | China Taipéi | Cuba y China Taipéi juegan por el 1° lugar. |

## Finales
| Fecha       | Juego     | Visitante     | Resultado | Local        | Hecho                              |
| ----------- | --------- | ------------- | --------- | ------------ | ---------------------------------- |
| 16 de julio | 11° lugar | Indonesia     | 5 - 9     | Hong Kong    | Hong Kong obtiene el 11° lugar.    |
| 16 de julio | 9° lugar  | Ecuador       | 2 - 7     | Filipinas    | Filipinas obtiene el 9° lugar.     |
| 17 de julio | 7° lugar  | Corea del Sur | 7 - 6     | Italia       | Corea del Sur obtiene el 7° lugar. |
| 17 de julio | 5° lugar  | Brasil        | 0 - 2     | Japón        | Japón obtiene el 5° lugar.         |
| 17 de julio | Bronce    | Venezuela     | 12 - 4    | México       | Venezuela obtiene el Bronce.       |
| 17 de julio | Oro       | Cuba          | 2 - 3     | China Taipéi | China Taipéi obtiene el Oro.       |